# Gaius Cestius Epulo

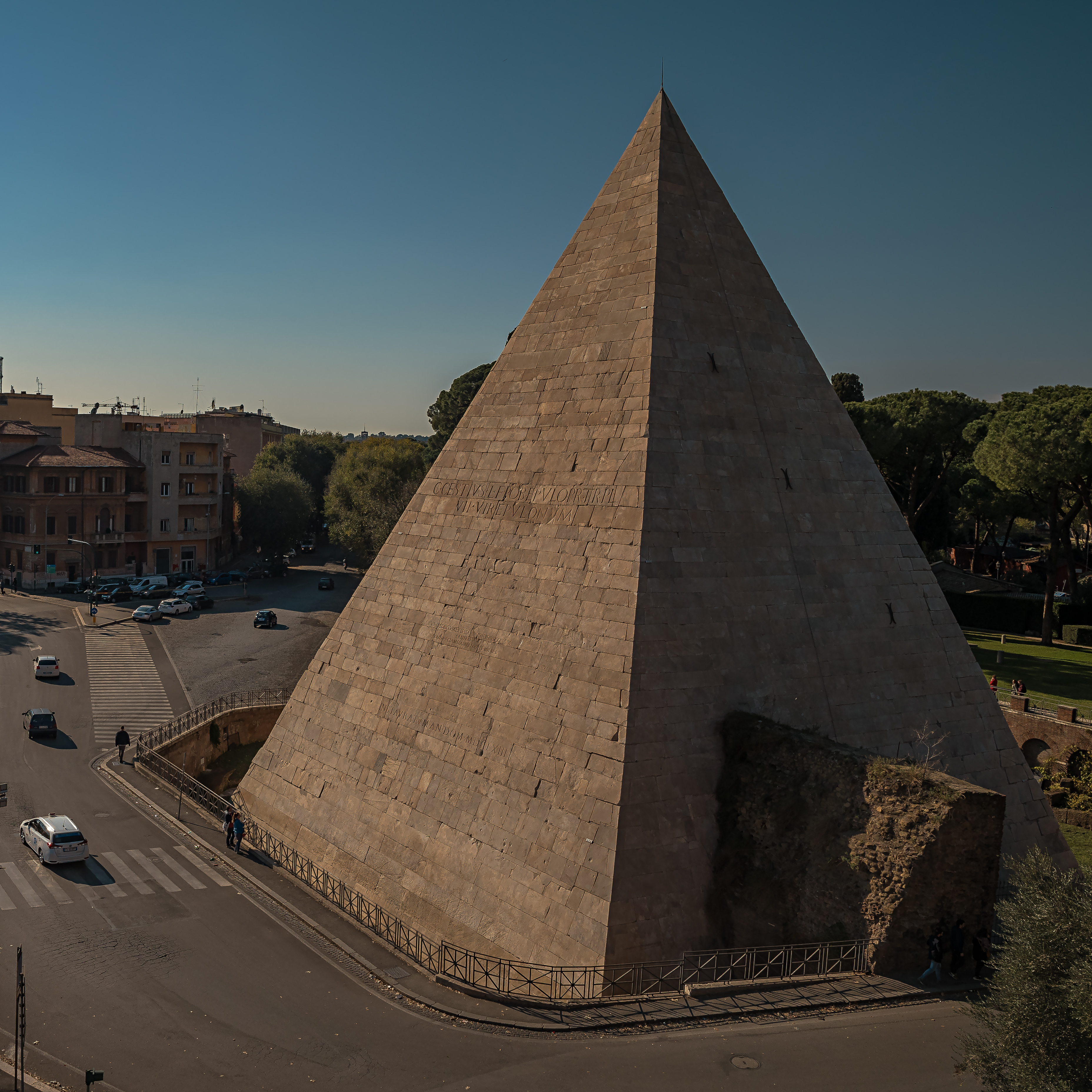
Cestius-Pyramide (gesehen von der Porta San Paolo)

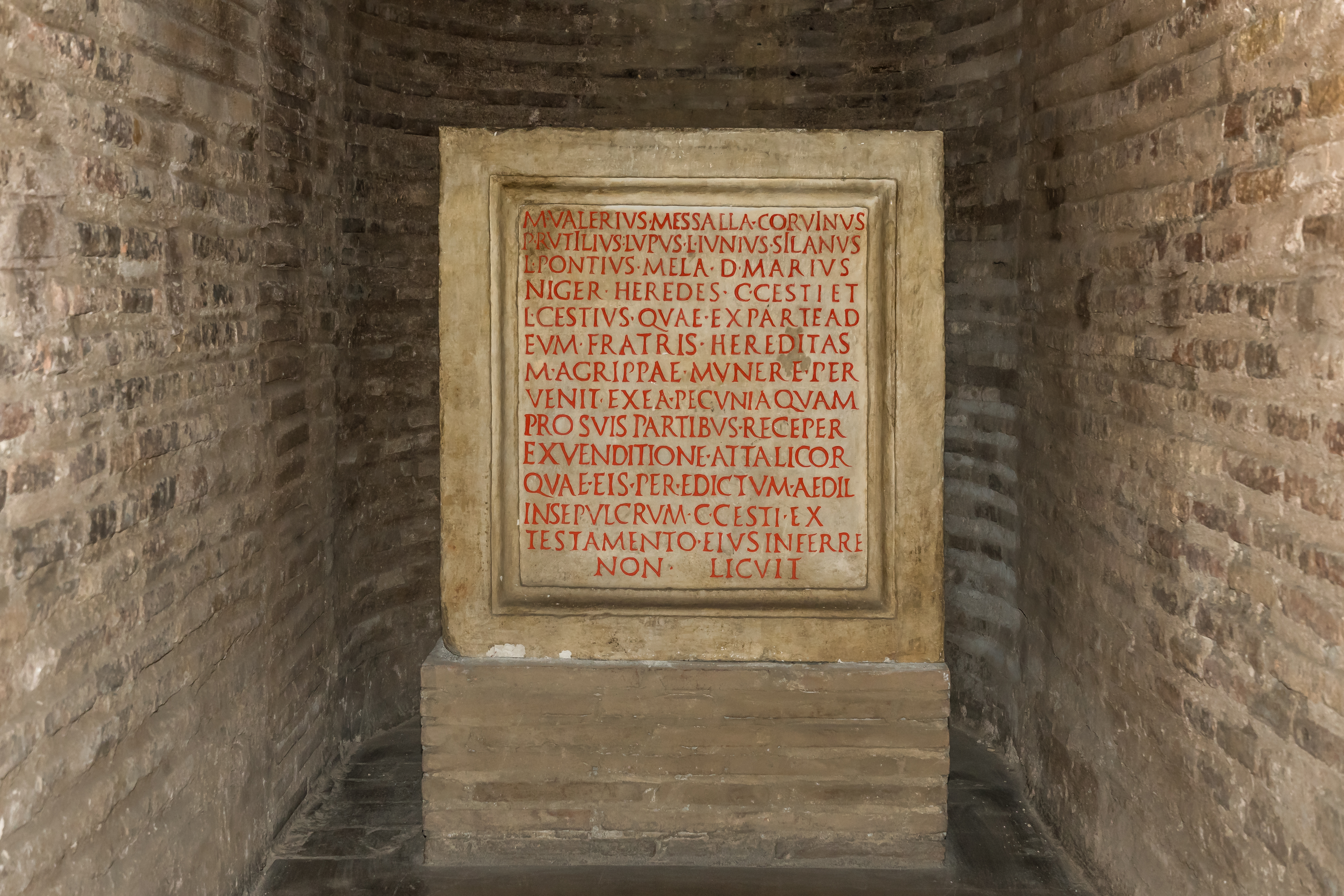
Testament des Cestius (Museo della Via Ostiense)

Gaius Cestius Epulo († vor 12 v. Chr.) war ein römischer Politiker der späten Republik oder der frühen Kaiserzeit. Er gehörte der plebejischen gens Cestia an und ist vor allem aufgrund seines Grabmals, der sogenannten Cestius-Pyramide, bekannt.
Gaius Cestius Epulo wurde im 1. Jahrhundert v. Chr. geboren, sein Vater hieß Lucius. Cestius Epulo selbst war Volkstribun, Prätor sowie Mitglied des Priesterkollegiums der septemviri epulonum. Seine Ämterlaufbahn ist nur durch die Inschriften an der Ost- und Westseite seines Grabmals in Rom, der an der via Ostiensis gelegenen Cestius-Pyramide, bekannt.
Aus verschiedenen Quellen sind andere Träger des Namens Cestius bekannt, beispielsweise ein 62 v. Chr. in der Provinz Asia tätiger Ritter und ein Prätor des Jahres 44 v. Chr. In der Forschung wird der Auftraggeber der Pyramide wahlweise mit einem von diesen oder mit beiden gleichgesetzt oder die genannten Namensträger werden hypothetisch als seine nahen Verwandten eingestuft.
Die Gedenkschrift eines Säulensockels benennt – neben Familienmitgliedern – Marcus Vipsanius Agrippa, den engsten Vertrauten des Augustus, als einen seiner Erben. Außerdem ist auf dem Säulensockel ein Hinweis über eine amtliche Verfügung (aedilis edictum) zu lesen, möglicherweise jene aus dem Jahr 18 v. Chr., die übertriebene, verschwenderische Beisetzungen untersagte und die Grabbeigaben reglementierte. Da Agrippa 12 v. Chr. starb, kann die Fertigstellung des Bauwerks vor dessen Tod datiert werden.